# Alberto Varela Grandal
Alberto Varela Grandal (Ferrol, 16 de julio de 1920 - Vigo, 19 de octubre de 2020) fue doctor en Derecho, abogado, economista español y Censor jurado de cuentas. Fue alcalde accidental de Vigo durante cuatro meses del año 1963.

## Trayectoria
Estudió en el Instituto Nacional de Segunda Enseñanza de Vigo, donde residió desde los dos años de edad. Por oposición obtuvo el título de Censor Jurado de Cuentas y su ingreso en el Cuerpo de Interventores de Empresas del Instituto Nacional de Previsión. Aprobó los cursos para el grado de Doctor en las Facultades de Derecho y de Ciencias Económicas y Empresariales de la Universidad de Santiago de Compostela. A su tesis sobre Carlos Cossio y la teoría egológica del derecho, le fue otorgado el Premio extraordinario del doctorado. La síntesis expositiva de dicha tesis doctoral fue editada por la universidad en el año 1965.
Fue profesor de Hacienda y Contabilidad Pública en la Escuela Profesional de Comercio, economista para Galicia del Banco de Crédito Industrial, asesor jurídico de la Delegación Provincial de Sindicatos, abogado de las Compañías aseguradoras del petrolero “Polycommander”, que colisionó en las Islas Cíes, y de los Consulados de Francia y de Alemania. Perteneció a los Ilustres Colegios de Abogados y de Economistas, como abogado en ejercicio y economista emérito.[cita requerida]
En el año 1963, desempeñando, accidentalmente, el cargo de Alcalde de Vigo por el repentino fallecimiento del titular Salvador de Ponte y Conde de la Peña, presentó al pleno sendas mociones que, aprobadas por aclamación, adquiría el ayuntamiento el pleno dominio de los castillos del Castro y San Sebastián. La corporación municipal hizo constar en acta su satisfacción “por las gestiones y aciertos que llevó a cabo, hasta lograr la cesión de ambos castillos al pueblo de Vigo”.
Durante su mandato, tuvo que renunciar a la propuesta del nombramiento de alcalde, debido a los compromisos contraídos con sus ocupaciones.[cita requerida]

## Condecoraciones y distinciones
Recibió las siguientes distinciones y condecoraciones:
- Comendador de la Orden del Mérito Civil otorgada por el Gobierno por su labor al frente de la Alcaldía de Vigo.
- Cruz Distinguida de 1ª Clase de San Raimundo de Peñafort
- Medallas de Plata y Oro de la Previsión Popular.

Fue miembro correspondiente de:
- Real Academia de Doctores de España.[5]
- Real Academia de Jurisprudencia y Legislación.
- El Pleno de la Real Academia Gallega de Jurisprudencia y Legislación acordó nombrarle Académico de honor.